# Conker
Ne doit pas être confondu avec Conkers.
Conker est une série de jeux vidéo développée par la société britannique Rare.

## Titres
Conker apparaît pour la première fois dans Diddy Kong Racing en 1997 en tant que personnage jouable et devient rapidement le héros de son propre jeu dans Conker's Pocket Tales, sorti en 1999 sur la console de jeu Game Boy Color. On a ensuite pu le retrouver dans Conker's Bad Fur Day en 2001 sur Nintendo 64 et Conker: Live and Reloaded en 2005 sur Xbox. Ce dernier n'est en fait qu'un remake du mode histoire de Conker's Bad Fur Day, profitant de l'ajout d'un mode multijoueur jouable en réseau et sur le Xbox Live.
- Diddy Kong Racing, sorti en 1997 sur Nintendo 64 ;
- Conker's Pocket Tales, sorti en 1999 sur Game Boy Color ;
- Conker's Quest, renommé Twelwe Tales Conker 64[1] ;
- Twelwe Tales Conker 64, annulé et devenu Conker's Bad Fur Day[1] ;
- Conker's Bad Fur Day, sorti en 2001 sur Nintendo 64[2] ;
- Conker: Live and Reloaded, sorti en 2005 sur Xbox ;
- Conker: Gettin' Medieval, un jeu basé sur le multijoueur de Conker: Live and Reloaded (finalement annulé)[3] ;
- Project Spark (dans Conker's Big Reunion, un jeu au format épisodique qui sera annulé après la sortie du premier épisode), sorti en 2014 sur Xbox One et PC puis abandonné par ses développeurs ;
- Young Conker, sorti en 2016 sur Microsoft HoloLens[4].

## Personnage
Le personnage de Conker a beaucoup changé entre sa première et sa seconde apparition en tant que héros. En effet, il est un gentil et mignon petit écureuil au poil roux et à l'air jovial qui doit retrouver Berri, sa petite amie kidnappée dans Conker's Pocket Tales. Ses aventures auraient dû continuer ensuite de la sorte sur Nintendo 64 sous le nom Conker's Quest puis Twelve Tales Conker 64. Seulement, à l'époque, la société britannique Rareware, qui venait déjà de sortir plusieurs jeux se déroulant dans un univers enfantin (Banjo-Kazooie et Diddy Kong Racing) a voulu changer de style. C'est ainsi que le concept fut complètement retravaillé. Ainsi, on a pu voir, en 2001, sortir Conker's Bad Fur Day, présentant Conker comme étant un écureuil ivrogne, cupide et grossier.
Conker signifie « châtaigne » en Irlande et en Grande-Bretagne dans le contexte particulier d'un jeu pour enfants traditionnel : Conkers.